# 亞太影展
亞太影展（英語：Asia Pacific Film Festival）是由亞洲太平洋電影製片人聯盟 ( Federation of Motion Picture Producers in Asia-Pacific，簡稱FPA、亞太影聯）舉辦的年度活動，1954年建立之初時名為「東南亞影展」，1957年更名為「亞洲影展」，1983年改為「亞太影展」。目前有20多個會員城市（台北、金邊、曼谷、孟買、河內、卡拉奇、澳門、可倫坡、雅加達、吉隆坡、莫斯科、首爾、東京、達卡、馬尼拉、德黑蘭、加德滿都、烏蘭巴托、北京、雪梨、科威特、威靈頓、提比里斯及塔什干等）。影展因各種因素於1968年、1981年、2007年、2008年、2011年、2014年、2015年、2016年、2019年、2021年、2022年因資金或疫情停辦。而2020年由「深圳大视界国际文化产业集团」主辦，在澳門與深圳頒獎。2023年12月2日晚，第60届亚太影展暨亚太国际电影节年度颁奖盛典在中国澳门银河国际会议中心盛大举。任达华同时也是本届电影节的形象大使。第61届亚太影展颁奖典礼在2024年12月1日晚间于云顶高原温德姆玖霄明轩酒店登场，暌违19年后，亚太影展再次于马来西亚举办。
2018年3月25日原代表中國大陸的前理事長楊世鹽引發亞太影聯與影展鬧雙包事件而被除名，同年8月楊在中國大陸註冊亞太影展並持續以「亞洲．太平洋電影制片人聯盟」主席&亚太影展组委会主席名義活動。

## 歷屆影展
| 1953年，大映董事長永田雅一為拓展東南亞市場而計劃舉辦一個定期影展，於是邀請邵逸夫等人聯手創辦「東南亞電影製片人協會」；當時成員有日本、中華民國、英屬香港、印尼、馬來西亞、菲律賓及泰國。 |                       |                                   | |                                  |                                  |
| 第1屆「東南亞影展-金禾獎」 | 1954年5月8日至20日    | 日本東京                          | 型態為競賽型影展。 |                                  |                                  |
| 第2屆「東南亞影展-金獅獎」 | 1955年5月14日至21日   | 新加坡                            | |                                  |                                  |
| 第3屆「東南亞影展-金球獎」 | 1956年6月20日         | 英屬香港                          | |                                  |                                  |
| 第4屆「亞洲影展」 | 1957年5月             | 日本                              | 日本第二次舉行，因成員國擴展至東南亞以外國家，固更名為「亞洲影展」。 |                                  |                                  |
| 第5屆「亞洲影展-金龍獎」 | 1958年4月26日         | 菲律賓马尼拉                      | |                                  |                                  |
| 第6屆「亞洲影展-金鑼獎」 | 1959年5月3日-8日      | 马来西亚吉隆坡                    | |                                  |                                  |
| 第7屆「亞洲影展-金鑼獎」 | 1960年4月5日-9日      | 日本东京                          | 日本第三次舉行。 |                                  |                                  |
| 第8屆「亞洲影展」 | 1961年3月7日-11日     | 菲律賓马尼拉                      | |                                  |                                  |
| 第9屆「亞洲影展」 | 1962年5月12日-16日    | 漢城                              | 韓國第一次舉行。 |                                  |                                  |
| 第10屆「亞洲影展-金禾獎」 | 1963年4月15日-16日    | 日本东京                          | 日本第四次舉行。 |                                  |                                  |
| 第11屆「亞洲影展」 | 1964年6月15日-19日    | 中華民國（臺灣）臺北市            | 臺灣第一次舉行。 |                                  |                                  |
| 第12屆「亞洲影展-金禾獎」 | 1965年5月8日-14日     | 日本京都市                        | 日本第五次舉行。 |                                  |                                  |
| 第13屆「亞洲影展-金禾獎」 | 1966年5月5日-9日      | 漢城                              | 韓國第二次舉行。 |                                  |                                  |
| 第14屆「亞洲影展-金禾獎」 | 1967年9月27日-10月3日 | 日本东京                          | 日本第六次舉行。 |                                  |                                  |
| - | 1968年                | -                                 | 停辦一年。 | 停辦一年。                       | 停辦一年。                       |
| 第15屆「亞洲影展-金禾獎」 | 1969年6月14日-6月20日 | 菲律賓马尼拉                      | |                                  |                                  |
| 第16屆「亞洲影展-金禾獎」 | 1970年6月14日-6月18日 | 印度尼西亞雅加达                  | |                                  |                                  |
| 第17屆「亞洲影展-金禾獎」 | 1971年6月5日-6月9日   | 中華民國（臺灣）臺北市            | 臺灣第二次舉行。 |                                  |                                  |
| 第18屆「亞洲影展」 | 1972年5月17日-21日    | 漢城                              | 改為觀摩型影展，以聯誼性質為主。韓國第三次舉行。 |                                  |                                  |
| 第19屆「亞洲影展」 | 1973年5月14日-18日    | 新加坡                            | |                                  |                                  |
| 第20屆「亞洲影展」 | 1974年6月11日-15日    | 中華民國（臺灣）臺北市            | 臺灣第三次舉行，更創下影展記錄，共頒出高達77個獎項。 |                                  |                                  |
| 第21屆亞洲影展 | 1975年6月12日-15日    | 印度尼西亞雅加达                  | |                                  |                                  |
| 第22屆亞洲影展 | 1976年6月15日-17日    | 釜山                              | 韓國第四次舉行。 |                                  |                                  |
| 第23屆亞洲影展 | 1977年11月18日-25日   | 泰國曼谷                          | 臺灣因政治問題而未參加，大會決議自第24屆開始改以各國首都或電影城市的名義參加活動。 |                                  |                                  |
| 第24屆亞洲影展 | 1978年10月2日-6日     | 雪梨                              | |                                  |                                  |
| 第25屆亞洲影展 | 1979年7月3日-6日      | 新加坡                            | |                                  |                                  |
| 第26屆亞洲影展 | 1980年6月28日-7月2日  | 印度尼西亞日惹 · 印度尼西亞巴厘岛 | |                                  |                                  |
| - | 1981年                | -                                 | 停辦一年。 | 停辦一年。                       | 停辦一年。                       |
| 第27屆亞洲影展 | 1982年9月11日-14日    | 马来西亚吉隆坡                    | 恢復競賽型式 |                                  |                                  |
| 第28屆亞洲影展 | 1983年11月            | 中華民國（臺灣）臺北市            | 臺灣第四次舉行，改回競賽型影展，並加入澳洲、紐西蘭兩國，故重新定名為「亞太影展」；當年10月製作了主題曲〈亞太頌〉，孫儀作詞、劉家昌作曲、林家慶編曲，國防部藝術工作總隊音樂官蔡淑慎中文主唱，淡江中學校友李佩蒂（本名李筱貞）英文主唱，國防部藝術工作總隊國光合唱團和音，中視大樂隊伴奏[3]。 |                                  |                                  |
| 第29屆亞太影展 | 1984年12月            | 泰國曼谷                          | |                                  |                                  |
| 第30屆亞太影展 | 1985年7月             | 日本东京                          | 日本第七次舉行。 |                                  |                                  |
| 第31屆亞太影展 | 1986年9月             | 漢城                              | 韓國第五次舉行。 |                                  |                                  |
| 第32屆亞太影展 | 1987年10月            | 中華民國（臺灣）臺北市            | 臺灣第五次舉行。 |                                  |                                  |
| 第33屆亞太影展 | 1988年                | 泰國普吉島                        | |                                  |                                  |
| 第34屆亞太影展 | 1989年                | 印度尼西亞雅加达                  | |                                  |                                  |
| 第35屆亞太影展 | 1990年                | 菲律賓马尼拉                      | |                                  |                                  |
| 第36屆亞太影展 | 1991年                | 中華民國（臺灣）臺北市            | 臺灣第六次舉行。 |                                  |                                  |
| 第37屆亞太影展 | 1992年                | 漢城                              | 韓國第六次舉行。 |                                  |                                  |
| 第38屆亞太影展 | 1993年9月             | 日本福岡市                        | 日本第八次舉行。 |                                  |                                  |
| 第39屆亞太影展 | 1994年9月             | 雪梨                              | |                                  |                                  |
| 第40屆亞太影展 | 1995年7月             | 印度尼西亞雅加达                  | |                                  |                                  |
| 第41屆亞太影展 | 1996年                | 新西兰奧克蘭                      | |                                  |                                  |
| 第42屆亞太影展 | 1997年10月            | 济州岛                            | 韓國第七次舉行。 |                                  |                                  |
| 第43屆亞太影展 | 1998年                | 中華民國（臺灣）臺北市            | 臺灣第七次舉行。 |                                  |                                  |
| 第44屆亞太影展 | 1999年                | 泰國曼谷                          | |                                  |                                  |
| 第45屆亞太影展 | 2000年                | 越南河內市                        | |                                  |                                  |
| 第46屆亞太影展 | 2001年                | 印度尼西亞雅加达                  | |                                  |                                  |
| 第47屆亞太影展 | 2002年                | 漢城                              | 韓國第八次舉行。 |                                  |                                  |
| 第48屆亞太影展 | 2003年10月20-23日     | 伊朗設拉子                        | 首度移師伊朗舉行。 |                                  |                                  |
| 第49屆亞太影展 | 2004年9月24日         | 日本福岡市                        | 日本第九次舉行。 |                                  |                                  |
| 第50屆亞太影展 | 2005年10月2日         | 马来西亚吉隆坡                    | |                                  |                                  |
| 第51屆亞太影展 | 2006年11月24日        | 中華民國（臺灣）臺北縣            | 臺灣第八次舉行。 |                                  |                                  |
| - | 2007年                | -                                 | 亞太影展因為資金問題，停辦一年。 | 亞太影展因為資金問題，停辦一年。 | 亞太影展因為資金問題，停辦一年。 |
| 第52屆亞太影展 | 2008年                | -                                 | 亞太影展因為資金問題，停辦一年。 | 亞太影展因為資金問題，停辦一年。 | 亞太影展因為資金問題，停辦一年。 |
| 第53屆亞太影展 | 2009年12月19日        | 中華民國（臺灣）高雄市            | 臺灣第九次舉行。 |                                  |                                  |
| 第54屆亞太影展 | 2010年12月4日         | 中華民國（臺灣）臺北市            | 臺灣第十次舉行。 |                                  |                                  |
| - | 2011年                | -                                 | 亞太影展因為資金問題，停辦一年。 | 亞太影展因為資金問題，停辦一年。 | 亞太影展因為資金問題，停辦一年。 |
| 第55屆亞太影展 | 2012年12月15日        | 澳門                              | 澳門第一次舉行 |                                  |                                  |
| 第56屆亞太影展 | 2013年11月29日        | 澳門                              | 澳門第二次舉行 |                                  |                                  |
| - | 2014年                | -                                 | 亞太影展因故停辦一年。 | 亞太影展因故停辦一年。           | 亞太影展因故停辦一年。           |
| - | 2015年                | -                                 | 亞太影展因故停辦一年。 | 亞太影展因故停辦一年。           | 亞太影展因故停辦一年。           |
| - | 2016年                | -                                 | 亞太影展因楊世鹽問題停辦一年。 | 亞太影展因楊世鹽問題停辦一年。   | 亞太影展因楊世鹽問題停辦一年。   |
| 第57屆亞太影展 | 2017年7月30日         | 柬埔寨金边                        | |                                  |                                  |
| 第58屆亞太影展 | 2018年9月1日          | 中華民國（臺灣）臺北市            | 臺灣第11次舉行，並設立專屬於亞太影展的官方網站，而已被除名的楊世鹽以其亞太影聯名義公開聲明表示其為影展主辦權之擁有者，抨擊亞太電影製片人協會為非法舉辦亞太影展，引發鬧雙包爭議，結果2018年3月25日由亞洲太平洋電影製片人聯盟舉辦國際理事高峰會確認臺北主辦資格。                             |                                  |                                  |
| - | 2019年                | -                                 | 亞太影展因為資金問題，停辦一年。 | 亞太影展因為資金問題，停辦一年。 |                                  |
| 第59屆亞太影展 | 2020年1月8日          | 澳門                              | 澳門第三次舉行 |                                  |                                  |
| - | 2021年                | -                                 | 亞太影展因2019冠狀病毒病疫情停辦。 |                                  |                                  |
| - | 2022年                | -                                 | |                                  |                                  |
| 第60屆亞太影展 | 2023年12月            | 澳門                              | 澳門第四次舉行 |                                  |                                  |
| 第61屆亞太影展 | 2024年12月1日         | 马来西亚云顶高原                  | 破。地狱为大赢家，洪金宝为得终身成就奖。然而，亚洲太平洋电影制片人联盟却在2024年11月11日发表声明，称第61届亚太影展非联盟举办活动，属违法侵权行为。 |                                  |                                  |

## 會員城市
會員國家與其城市：
- 雪梨
- 印度尼西亞 雅加達
- 印度 孟買
- 伊朗 德黑蘭
- 日本 東京
- 首爾
- 马来西亚 吉隆坡
- 菲律賓 馬尼拉
- 中華民國 臺北市
- 新西兰 威靈頓
- 新加坡
- 中国大陆 北京
- 香港
- 澳門
- 泰國 曼谷
- 越南 河內
- 巴基斯坦 喀拉蚩
- 達卡
- 斯里蘭卡 可倫坡
- 尼泊尔 加德滿都
- 蒙古国 烏蘭巴托
- 俄羅斯 莫斯科
- 科威特 科威特城
- 塔什干
- 提比里斯
- 緬甸 仰光
- 沙烏地阿拉伯 利雅德

觀察員城市：
- 挪威 奧斯陸
- 加拿大 蒙特婁
- 奥地利 維也納
- 冰島 雷克雅維克
- 模里西斯 路易港

## 獎項
【競賽獎項】
- 最佳男配角
- 最佳化妝
- 最佳服裝設計
- 最佳紀錄片
- 最佳音效
- 最佳美術設計
- 最佳女配角
- 最佳剪輯
- 最佳劇本
- 最佳短片
- 最佳動畫
- 最佳特效
- 最佳攝影
- 最佳配樂
- 最佳電影歌曲
- 最佳新媒體影片
- 最佳新人
- 最佳導演
- 最佳男主角
- 最佳女主角
- 最佳影片

【特殊獎項】
- 傑出貢獻獎
- 終身成就獎

## 主要奖项得主
| 届数 | 年度 | 最佳电影                | 最佳导演                           | 最佳男主角                             | 最佳女主角                                 | 最佳男配角                              | 最佳女配角                 |
| ---- | ---- | ----------------------- | ---------------------------------- | -------------------------------------- | ------------------------------------------ | --------------------------------------- | -------------------------- |
| 1    | 1954 | 《金色夜叉》            | 成濑巳喜男《山之音》               | 山村聪《山之音》                       | 原节子《山之音》                           |                                         |                            |
| 2    | 1955 | 《春琴物语》            |                                    |                                        | 岸惠子《亡命记》                           |                                         |                            |
| 3    | 1956 | 《悲伤的孩子》          |                                    | Rogelio de la Rosa《Higit sa Lahat》   | 高峰秀子《浮云》                           |                                         |                            |
| 4    | 1957 | 《朱雀門》              |                                    | 比·南利《Anakku Sazali》               | 林黛 《金莲花》                            |                                         | 陳燕燕《錦繡前程》         |
| 5    | 1958 | 《四千金》              |                                    |                                        | 林黛《貂蝉》                               |                                         |                            |
| 6    | 1959 | 《江山美人》            | 增村保造《冰壁》                   | 中村锦之助《一心太助：天下一大事》     | 尤敏《玉女私情》                           | 月形龙之介《一心太助：天下一大事》      |                            |
| 7    | 1960 | 《後門》                |                                    | 金勝鎬《浪漫爸爸》                     | 尤敏《家有喜事》                           |                                         |                            |
| 8    | 1961 | 《晚上化妆的女人》      |                                    | 金勝鎬《朴老爹》                       | 林黛《千娇百媚》                           | 中村伸郎《秋日和》                      | 陳燕燕《音容劫》           |
| 9    | 1962 | 《房客与妈妈》          | 增村保造《妻之告白》               | 申荣均《常青树》                       | 林黛《不了情》                             | 许长江《常青树》                        |                            |
| 10   | 1963 | 《古都》                | 市川昆《我两岁》                   | 金勝鎬《浪漫灰色》                     | 都琴峰《幸福的诞生》                       |                                         |                            |
| 11   | 1964 | 《蚵女》                | 申相玉《紅巾特攻隊》               | 申荣均《紅巾特攻隊》                   | 凌波《花木兰》                             | 王引《京華春夢》                        | 林翠《京華春夢》           |
| 12   | 1965 | 《萬古流芳》            | 申相玉《米》                       | 金振奎《哑巴三龙》                     | 李菁《鱼美人》                             | 歐威《養鴨人家》                        | 八千草熏《美丽与哀愁》     |
| 13   | 1966 | 《蓝与黑》              |                                    | 朴魯植《清日战争和女杰闵妃》           | 崔銀姬《清日战争和女杰闵妃》               | 中村贺津雄《湖之琴》                    |                            |
| 14   | 1967 | 《珊珊》                | 金洙容《雾》                       | 柯俊雄《寂寞的十七岁》                 |                                            | 金勝鎬《驿马》                          | 淡岛千景《或许是我的错》   |
| 15   | 1969 | 《玉觀音》              | 申相玉《女人残酷史》               |                                        | 金芝美《你的名字是女人》                   | 金喜甲《新娘》                          | 張冰玉《小鎮春回》         |
| 16   | 1970 | 《你在找什么，Palupi?》 | 张彻《报仇》                       | 姜大卫《报仇》                         | 归亚蕾《家在台北》                         | 南宮遠《影子》                          |                            |
| 17   | 1971 | 《Samiun和Dasima》      | 申相玉《战争与人间》               | 南宮遠《战争与人间》                   | 甄珍《缇萦》                               | 朴魯植《战争与人间》                    |                            |
| 18   | 1972 |                         |                                    | 江彬《淘气姑娘》                       |                                            |                                         |                            |
| 19   | 1973 | 《望乡》                | 卞张镐《影壁门》                   | 河明中《用全身去爱你》                 | 尹靜姬《宫女》                             |                                         |                            |
| 20   | 1974 |                         |                                    |                                        | 金昌淑《证言》                             |                                         |                            |
| 21   | 1975 |                         |                                    | 柯俊雄《英烈千秋》                     | 林青霞《八百壮士》                         | 许长江《花丧女》                        |                            |
| 22   | 1976 |                         | 卞张镐《普通女人》                 | 崔戊龍《普通女人》                     | 秋吉久美子《挽歌》                         | 张赫《元山工作》                        |                            |
| 23   | 1977 | 《老师的记分簿》        | 筱田正浩《盲歌女阿凛》             | Rajesh Khanna《Chhailla Babu》         |                                            | 河明中《高中决战者！从现在开始》        |                            |
| 24   | 1978 |                         |                                    | 高仓健《幸福的黄手绢》                 |                                            |                                         |                            |
| 25   | 1979 |                         |                                    | 狄龙《冷血十三鹰》                     | 林凤娇《汪洋中的一条船》                   |                                         |                            |
| 26   | 1980 | 《二百三高地》          |                                    |                                        |                                            |                                         |                            |
| 27   | 1982 |                         |                                    | 高仓健《车站》                         |                                            |                                         |                            |
| 28   | 1983 | 《细雪》                | 市川昆《细雪》                     | 石隽《大轮回》                         | 田中裕子《跨越天城山》                     |                                         | 高斗心《嫉妒》             |
| 29   | 1984 |                         | 卞张镐《赤道之花》                 | 周润发《等待黎明》                     | 钟楚红《男与女》                           |                                         |                            |
| 30   | 1985 | 《深蓝色的夜晚》        |                                    |                                        | Vijaya Mehta《Party》                      | 杉浦直树《蓝色假期》                    |                            |
| 31   | 1986 |                         |                                    | 千秋实《一片花》                       | 李美淑《桑叶》                             |                                         | 于倩《花街时代》           |
| 32   | 1987 | 《借种》                | 林权泽《借种》                     | 安圣基《甜蜜年少时》                   | 钟楚红《秋天的童话》                       |                                         | 方姬《借种》               |
| 33   | 1988 | 《稻草人》              |                                    | 洪金宝《七小福》                       | 陆小芬《桂花巷》                           | 吴炳南《稻草人》                        | 林珊如《期待你长大》       |
| 34   | 1989 |                         |                                    |                                        | 陆小芬《晚春情事》                         | 黄坤玄《又见阿郎》                      |                            |
| 35   | 1990 | 《情义知多少》          | 金镐善《狂恋之歌》                 | 高仓健《情义知多少》                   | 金久美子《狂恋之歌》                       | 長塚京三《宇宙法则》                    |                            |
| 36   | 1991 | 《牯岭街少年杀人事件》  | 王家卫《阿飞正传》                 | 朴重勋《我的爱，我的新娘》             | 石田惠理《暂时不做飞翔的梦》               |                                         | 潘迪华《阿飞正传》         |
| 37   | 1992 | 《推手》                | 神山征二郎《遥远的落日》           | 周星驰《审死官》                       | 张美姬《死的赞美》                         |                                         |                            |
| 38   | 1993 | 《笼民》                | 陈凯歌《霸王别姬》                 | 安圣基《白色战争》                     | Dimple Kapadia《Rudaali》                  | 崔岷植《我们扭曲的英雄》                |                            |
| 39   | 1994 | 《饮食男女》            |                                    |                                        |                                            |                                         |                            |
| 40   | 1995 | 《少女小渔》            | 徐克《梁祝》                       | 张东辉《厚颜无耻的人》                 | 刘若英《少女小渔》                         | 三国连太郎《女人正当年》                |                            |
| 41   | 1996 | 《花瓣》                | 侯孝贤《好男好女》                 | 文盛瑾《花瓣》                         | 萧芳芳《虎度门》                           | Sidi Oraza《Sayang Salmah》             | 李榮蘭《花瓣》             |
| 42   | 1997 | 《一只鸟仔哮啾啾》      | 今村昌平《鳗鱼》                   | 役所广司《鳗鱼》                       | 张曼玉《甜蜜蜜》                           | 金一宇《学生府君神位》                  |                            |
| 43   | 1998 | 《枕上叶》              | 侯孝贤《海上花》                   | Khalid Salleh《Jogho》                 | Christine Hakim《Daun di Atas Bantal》     | 中井贵一《乞爱之人》                    | 富司纯子《艺妓院》         |
| 44   | 1999 | 《Nang Nak》            | Nonzee Nimibutr《Nang Nak》        | 高仓健《铁道员》                       | 刘若英《征婚启事》                         | 役所广司《生存执照》                    | 于莉《条子阿不拉》         |
| 45   | 2000 | 《Doi cát》             | 张志勇《沙河悲歌》                 | 崔岷植《快乐到死》                     | Hoa Mai《Doi cát》                         | Sarunyu Wongkrachang《Satang》          | Hong-Anh《Doi cát》        |
| 46   | 2001 | 《你那边几点》          | 蔡明亮《你那边几点》               | 刘五性《朋友》                         | Ayu Azhari《Telegram》                     | 张东健《朋友》                          | 陆弈静《你那边几点》       |
| 47   | 2002 | 《命》                  | 洪尚秀《生活的发现》               | Supakorn Kitsuwon《Monrak Transistor》 | 江角真纪子《命》                           | 桥爪功《蒙面棒球选手》                  | Khatijah Tan《Embun》      |
| 48   | 2003 | 《童僧》                | Asghar Farhadi《Raghs dar ghobar》 | 织田裕二《跳跃大搜查线2》              | Ria Irawan《Biola Tak Berdawai》           | Faramarz Gharibian《Raghs dar ghobar》  | 杨贵媚《不散》             |
| 49   | 2004 | 《台北二一》            | 朴赞郁《原罪犯》                   | 崔岷植《原罪犯》                       | Maya Karin《Pontianak Harum Sundal Malam》 | 香川照之《嗤笑伊右卫门》                | 林美秀《黑狗来了》         |
| 50   | 2005 | 《太极旗飘扬》          | 姜帝圭《太极旗飘扬》               | 朱铉《家族》                           | 蒂雅拉·杰奎琳娜《马来女王》                | 黄秋生《头文字D》                       | Rima Melati《Ungu Violet》 |
| 51   | 2006 | 《人妻共犯》            | Tahmineh Milani《人妻共犯》        | 李在应《我爱你，马顺》                 | 孙艺珍《外出》                             | 边熙峰《骇人怪物》                      | 陆弈静《深海》             |
| 53   | 2009 | 《天虹战队小学》        | 戴立忍《不能没有你》               | 张家辉《証人》                         | 张榕容《阳阳》                             | 程旭辉《钱不够用2》                     | 维亚瓦蒂《包着头巾的妇女》 |
| 54   | 2010 | 《Janala》              | 雅丝敏·阿莫《转变》                | Hamid Farrokhnezhad《命运之夜》        | Anita Linda《阿嬷打官司》                  | Soumitra Chatterjee《安格苏曼的电影梦》 | 吴妍雅《启蒙电影》         |
| 55   | 2012 | 《夺命金》              | 是枝裕和《奇迹》                   | 埃迪·加西亚《Bwakaw》                  | 桂纶镁《女朋友·男朋友》                    | 卢海鹏《夺命金》                        | 渡边真起子《帮老爸拍张照》 |
| 56   | 2013 | 《如父如子》            | 是枝裕和《如父如子》               | 李康生《郊游》                         | 章子怡《一代宗师》                         | 纳瓦祖丁·席迪圭《美味情书》             | 杨雁雁《爸妈不在家》       |
| 57   | 2017 | 《The Unnamed》         | Syamsul Yusof                      | Reza Rahadian                          | Yulia Peresild                             | Dustin Nguyen                           | Angel Locsin               |
| 58   | 2018 | 《雄狮》                | 赵德胤《再见瓦城》                 | Amir Ali Danae《阑尾》                 | 毛舜筠《黄金花》                           | Dido de la Paz《Respeto》               | Soraya Ghasemi《别墅人生》 |
| 59   | 2019 | 《光》                  | 拉杰·古普塔《爸爸》                | 迪帕克·迪布里亚尔《爸爸》              | 筱原友希子《Mrs. Noisy》                   | Yus Buvannak《The Father》              | Widyawati《Ambu》          |
| 60   | 2023 | 《從前有一段愛情》      | 鄭霆黎明《從前有一段愛情》         | Andrew Ramsay《Ginhawa》               | Nazanin Farahani《Sun of That Moon》       | 潘谦乐《英雄假期》                      | 谭松韵《八月未央》         |
| 61   | 2024 | 《姥姥的外孙》          | 陈茂贤《破·地狱》                  | 普提蓬·阿萨拉塔纳功《姥姥的外孙》      | 卫诗雅《破·地狱》                          | 吕杨《雨城》                            | Azira Shafinaz《Indera》   |